# Jalin Hyatt
Jalin Daveon Hyatt (Irmo, Carolina del Sur; 25 de septiembre de 2001) más conocido como Jalin Hyatt, es un jugador profesional estadounidense de fútbol americano, se desempeña en la posición de wide receiver en New York Giants, en la National Football League (NFL).

## Carrera
Hizo su debut profesional con el equipo New York Giants, lleva jugando una temporada, comenzó en el 2023.